# Schisandra sphaerandra
Schisandra sphaerandra là một loài thực vật có hoa trong họ Schisandraceae. Loài này được Stapf miêu tả khoa học đầu tiên năm 1928.